# Uña
Uña – gmina w Hiszpanii, w prowincji Cuenca, w Kastylii-La Mancha, o powierzchni 23,25 km². W 2011 roku gmina liczyła 105 mieszkańców.